# ズラフコ・ラザロフ
ズラフコ・ラザロフ（ブルガリア語: Здравко Лазаров, ラテン文字転写: Zdravko Lazarov, 1976年2月20日- ）は、ブルガリア・ガブロヴォ出身の元サッカー選手、サッカー指導者。元ブルガリア代表。現役時代のポジションはウィング。
左右両方のウィングを務めることが出来る経験豊富な才能あるアタッカー。2001年以降ブルガリア代表として活動し、UEFA EURO 2004の一員だった。

## 経歴
地元セプテムヴリのFCロコモティフ・セプテムヴリでキャリアを開始した後、ヤントラ・ガブロヴォと契約。1995年、国内リーグ最多優勝記録を有するPFC CSKAソフィアと契約を締結したが、地位を確立することが出来ず、FCミニョル・ペルニクへ売却された。1998年6月になると今度は国内リーグで2番目の優勝回数を記録する別の名門レフスキ・ソフィアと契約した。1999年から2001年までPFCスラヴィア・ソフィアに在籍した後、コジャエリスポル、ガズィアンテプスポル、カイセリ・エルジイェススポルとトルコ1部のクラブを渡り歩き、6季で202試合76得点を記録した。
2007年7月にブルガリアに帰国したラザロフは、スラヴィア・ソフィアと再度契約し、半年で11試合8得点を記録。12月にロシア1部のFCシンニク・ヤロスラヴリと契約した。2008年にブルガリアに帰国すると、今度はCSKAソフィアと再度契約し、リテックス・ロヴェチ戦で負傷により半年離脱するまでで15試合2得点を記録した。2009年6月11日にCSKAソフィアの会長と会談した末、2009年6月11日にクラブと契約解除をした。
2009年6月15日にPFCチェルノ・モレ・ヴァルナと2年契約を締結。ゲオルギ・カカロフ（en）が着用していた背番号11番を与えられ、7月7日にレフスキ・ソフィアとの親善試合で初出場を飾った。
2010年1月に自由移籍でPFCロコモティフ・プロヴディフと契約。2月27日のCSKAソフィア戦（アウェイ2-3敗北）で初出場を飾り、ペナルティーキックから2得点を挙げた。2010-11シーズンからは主将に任命され、同シーズンのリーグ戦で14得点を挙げる活躍を見せた。2012年3月15日にブルガリアカップ準々決勝のレフスキ・ソフィア戦では延長戦に決勝点を記録。2012年8月7日に退団した。
2日後にスラヴィア・ソフィアとプロキャリアで3度目の契約を締結した。

## 代表歴

### 試合数
国際Aマッチ 31試合 3得点（2003年-2011年）
| ブルガリア代表 | 国際Aマッチ | 国際Aマッチ |
| 年             | 出場        | 得点        |
| -------------- | ----------- | ----------- |
| 2003           | 1           | 0           |
| 2004           | 10          | 1           |
| 2005           | 11          | 1           |
| 2006           | 2           | 0           |
| 2007           | 2           | 0           |
| 2008           | 4           | 1           |
| 2011           | 1           | 0           |
| 通算           | 31          | 3           |

## タイトル
クラブ
コジャエリスポル
- テュルキエ・クパス : 2001-02

個人
- テュルキエ・クパス得点王 : 2004